# Ваня Удовичич
Ваня Удовичич (серб. Вања Удовичић, 12 вересня 1982) — сербський ватерполіст, олімпійський медаліст. Міністр молоді та спорту Сербії з 2 вересня 2013, член Сербської прогресивної партії.

## Виступи на Олімпіадах
| Олімпіада   | Дисципліна | Місце |
| ----------- | ---------- | ----- |
| Афіни 2004  | водне поло | 2     |
| Пекін 2008  | водне поло | 3     |
| Лондон 2012 | водне поло | 3     |